# 다이라시
다이라시(平市)는 1966년 10월 1일까지 후쿠시마현에 있던 시이다. 1966년 10월 1일 다이라시 등 14개 시·정·촌이 합병하여 이와키시가 신설되고 폐지되었다.
전국시대 무렵부터 이와키씨의 본거지로서 「平」이라는 지명을 볼 수 있게 된다. 에도시대에는 이와키다이라(岩城平, 이와키다이라)와 이와키(岩城)가 붙어 있었지만, 1889년 4월에 정제를 실시했을 때에는 「平」으로 정해졌다.
이 페이지에서는, 1966년의 합병전의 헤이시의 내용과 합병 후의 이와키시 헤이 지구의 양쪽을 병재한다.

## 지리
후쿠시마현 하마도리의 남부에 위치하는 옛 성시이다. 헤이안 시대 말기부터 전국 시대까지는 이와키 씨의 본거지로, 에도 시대에는 이와키 다이라 번의 성시로서 번성했다.폐번치현 당초인 1872년 1월 9일부터 1876년 8월 20일까지는 현재의 하마도리를 범위로 하는 이와마에현의 현청 소재지였다.
현재도 이와키시의 중심지구이자 하마도리 지방의 최대 상업지구를 형성하고 있다.
하마도리로부터 이바라키현·미야기현·나카도리의 삼면을 연결하는 교통 거점이지만, 메이지 유신 이후는 조반선 등 이바라키현으로부터의 교통망이 빨리 정비되었기 때문에, 남쪽의 이바라키현 북동부(히타치시, 미토시 등)와의 연결이 가장 깊다.

## 역사
나라 시대엔 율령국인 무쓰국과 이와키국에 속했으며 728년 무쓰국에 편입되었다. 1868년엔 보신 전쟁으로 인해 이와키 다이라성이 소실되기도 했다.
- 1889년 4월 1일: 정촌제 시행과 함께 다이라정이 단독으로 정 제도가 시행되어 이와마에군 다이라정이 되었다.
- 1896년 4월 1일: 군의 합병에 의해 이와키군 다이라정이 되었다.
- 1897년 2월 25일: 조반선 다이라역이 개업하였다.
- 1937년 6월 1일: 다이라정, 히라쿠보촌 등 2개 정·촌이 합병하여 다이라시가 신설되었다.
- 1945년 3월~7월: 다이라 공습으로 인해 피해를 입었다.
- 1949년 6월 30일: 다이라 사건이 발생하였다.
- 1950년
  - 4월 1일: 다이라시에 이노촌이 편입되었다.
  - 5월 15일: 다이라시에  가베야촌이 편입되었다.
- 1954년 10월 1일: 다이라시에 도요마정, 나쓰이촌, 다카쿠촌, 구사노촌 등 4개 정·촌이 편입되었다.
- 1955년 2월 11일: 다이라시에 아카이촌의 일부가 편입되었다.
- 1966년 10월 1일 - 다이라시, 우치고시, 이와키시, 나코소시, 조반시, 이와키군 요쓰쿠라정, 도노정, 오가와정, 요시마촌, 미와촌, 다비토촌, 가와마에촌, 후타바군 히사노하마정, 오히사촌 등 14개 시정촌(5시 4정 5촌)이 합병하여 이와키시가 신설되었다. 이에 따라 이와키시의 일부가 되었으며, 동시에 구 다이라 정역(大字가 없는 지역)은 이와키시 다이라가 되고, 그 외의 오이자에는 「平」이라는 관칭이 붙는다.